# Tiaja arenaria
Tiaja arenaria är en insektsart som beskrevs av Paul W. Oman 1972. Tiaja arenaria ingår i släktet Tiaja och familjen dvärgstritar. Inga underarter finns listade i Catalogue of Life.